# Čepin (priimek)
Čepin je priimek v Sloveniji, ki ga je po podatkih Statističnega urada Republike Slovenije na dan 1. januarja 2010 uporabljalo 393 oseb in je med vsemi priimki po pogostosti uporabe uvrščen na 890. mesto.

## Znani nosilci priimka
- Branko Čepin, glasbeni pedagog, šolnik
- Ditka Čepin (*1993), glasbenica (pevka in kitaristka)
- Gorazd Čepin - "Gogo", glasbenik
- Marko Čepin, (jedrski) elektroenergetik, prof. FE UL
- Matej Čepin (*1977), slikar (samouk)
- Slavko Čepin (*1936), agronom, živinorejski strokovnjak
- Urška Hočevar Čepin, estradnica, pevka, voditeljica? ...